# Castello Ruffo di Scilla
Il castello Ruffo di Scilla, talvolta noto anche come castello Ruffo di Calabria, è un'antica fortificazione situata sul promontorio scillèo, proteso sullo stretto di Messina. Il castello costituisce il genius loci della cittadina di Scilla, circa 20 km a nord di Reggio Calabria, e sicuramente uno degli elementi più caratteristici e tipici del paesaggio dello Stretto e del circondario reggino. Il castello ospita inoltre uno dei fari della Marina Militare, il faro di Scilla.

## Storia

### Epoca magnogreca e romana
La prima fortificazione della rupe di Scilla risale all'inizio del V secolo a.C. quando, durante la tirannide di Anassila, la città di Reggio assurse a una notevole importanza, tale da permetterle di ostacolare per oltre due secoli l'ascesa di potenze rivali. Infatti, nel 493 a.C., il tiranno di Reggio Anassila il giovane, per porre fine alle incursioni dei pirati etruschi che lì avevano una sicura base per le loro scorrerie, dopo averli sconfitti col dispiego di un notevole esercito, fece iniziare l'opera di fortificazione dell'alta rocca. Questa divenne per Anassilao un importante avamposto di controllo sulle rotte marittime.
L'opera di fortificazione dell'alto scoglio fu portata a termine dai successivi tiranni reggini, spesso impegnati in scontri con i pirati combattuti avvalendosi del porto fortificato appositamente costruito nella zona circostante, verso Punta Pacì, in un luogo inaccessibile dal lato opposto allo scoglio.
Baluardo della sicurezza dei reggini, dotata di approdo, la fortificazione di Scilla è di fondamentale importanza agli effetti del felice esito della guerra contro la pirateria, consentendo ai tiranni di Reggio di opporre per lungo tempo una valida resistenza contro gli attacchi di nuovi nemici e contro i continui tentativi di rivalsa dei Tirreni sconfitti.
Il dominio reggino sul luogo fu interrotto per soli cinquant'anni da Dionisio, tiranno di Siracusa, che, nel 390 a.C., assoggettò la rocca dopo un lungo assedio. 
Nel cinquantennio che intercorse tra le distruzioni operate da Dionisio e il riacquisto dell'indipendenza favorita da Timoleonte di Corinto, che abbatté il potere tirannico di Siracusa (340 a.C.), i Tirreni rioccuparono la rocca. Tornata la normalità, Scilla rientrò nell'orbita di Reggio.
La rupe pian piano divenne una vera fortezza, tanto che nel III secolo a.C. la fortificazione dei reggini, alleati dei romani, resistette validamente ai Punici alleati dei Bruzi.
Successivamente Ottaviano, una volta disfattosi del rivale Pompeo, avendo compreso l'importanza strategica della rupe di Scilla che gli aveva offerto opportuno rifugio, decretò che venisse maggiormente fortificata. Infatti Plinio il Vecchio cita Scilla come Oppidum Scyllaeum (Naturalis historia, III, 76), e oppidum in latino è un termine usato per indicare un grande insediamento fortificato.
Scrive il geografo greco Strabone sullo Skyllaion (in greco Σκυλλαίον, originale denominazione greca del luogo):

(Strabone, Geografia, VI, 1, 5)

### Medioevo

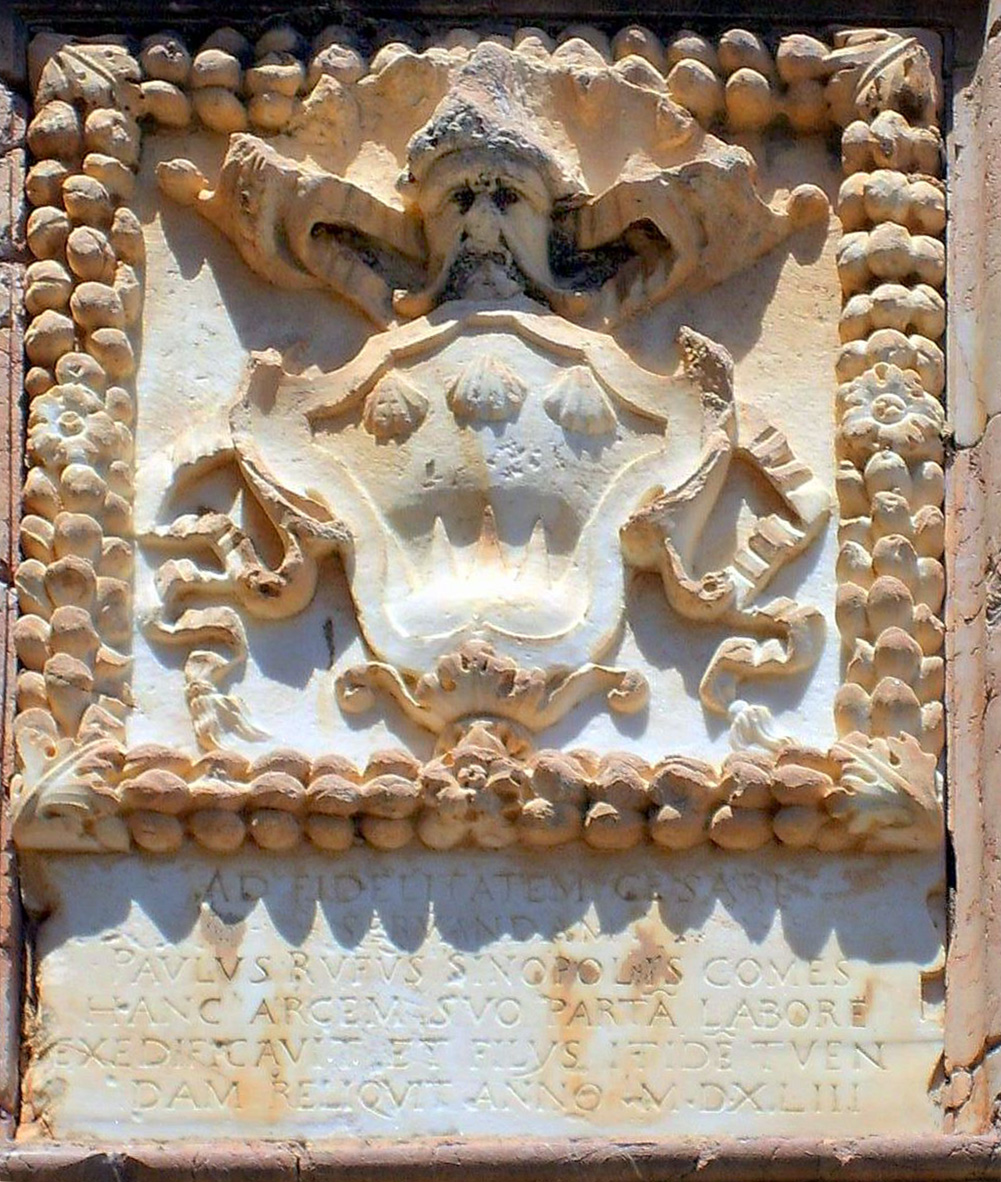
Lo stemma nobiliare dei Ruffo e la lapide che celebra il restauro del castello eseguito nel XVI secolo.

Alcuni scavi hanno portato alla luce strutture murarie del monastero basiliano di San Pancrazio, edificato verso la metà del IX secolo come difesa dalle incursioni saracene.
Nel 1060, con l'assedio di Reggio da parte dei normanni Ruggero e Roberto il Guiscardo, anche il castello di Scilla resistette a lungo e si arrese solo per fame. Roberto il Guiscardo quindi attestò sulla rocca un presidio militare.
Nel 1255, per ordine di Manfredi, Pietro Ruffo fortificò ulteriormente le rocca assegnandovi un presidio, mentre nel XIII secolo il castello fu ulteriormente fortificato da Carlo I d'Angiò.
Nel 1469 Re Ferdinando I di Napoli concesse il castello a Gutierre De Nava, un cavaliere castigliano vicino alla corte aragonese e originario della Germania (dal quale discendono i De Nava di Reggio), che fece eseguire nuovi interventi di ampliamento e di restauro.
Nel 1543 il castello venne acquistato da Paolo Ruffo che decise di restaurarne il palazzo baronale poiché nel 1578 la famiglia Ruffo ottenne il titolo di principe.

### Età moderna e contemporanea
Il forte terremoto del 1783, che danneggiò tutta l'area dello stretto e parte della Calabria meridionale, non risparmiò il castello di Scilla che però, divenuto proprietà demaniale dello Stato nel 1808, fu restaurato nel 1810.
Il terribile sisma del 1908 distrusse gran parte dell'antica struttura del castello, mentre nel 1913 la parte più superiore venne chiusa per ospitare il faro. Poi durante il periodo fascista alcuni ambienti vennero divisi in appartamenti destinati a impiegati e funzionari pubblici, uso che contribuì al danneggiamento di ciò che rimaneva della struttura.

Nell'ultimo trentennio il castello è stato utilizzato come ostello della gioventù, ma oggi, dopo un nuovo restauro, è stato destinato a diventare un centro culturale: ospita infatti il Centro regionale per il recupero dei centri storici calabresi ed è sede di mostre e convegni.

## L'architettura

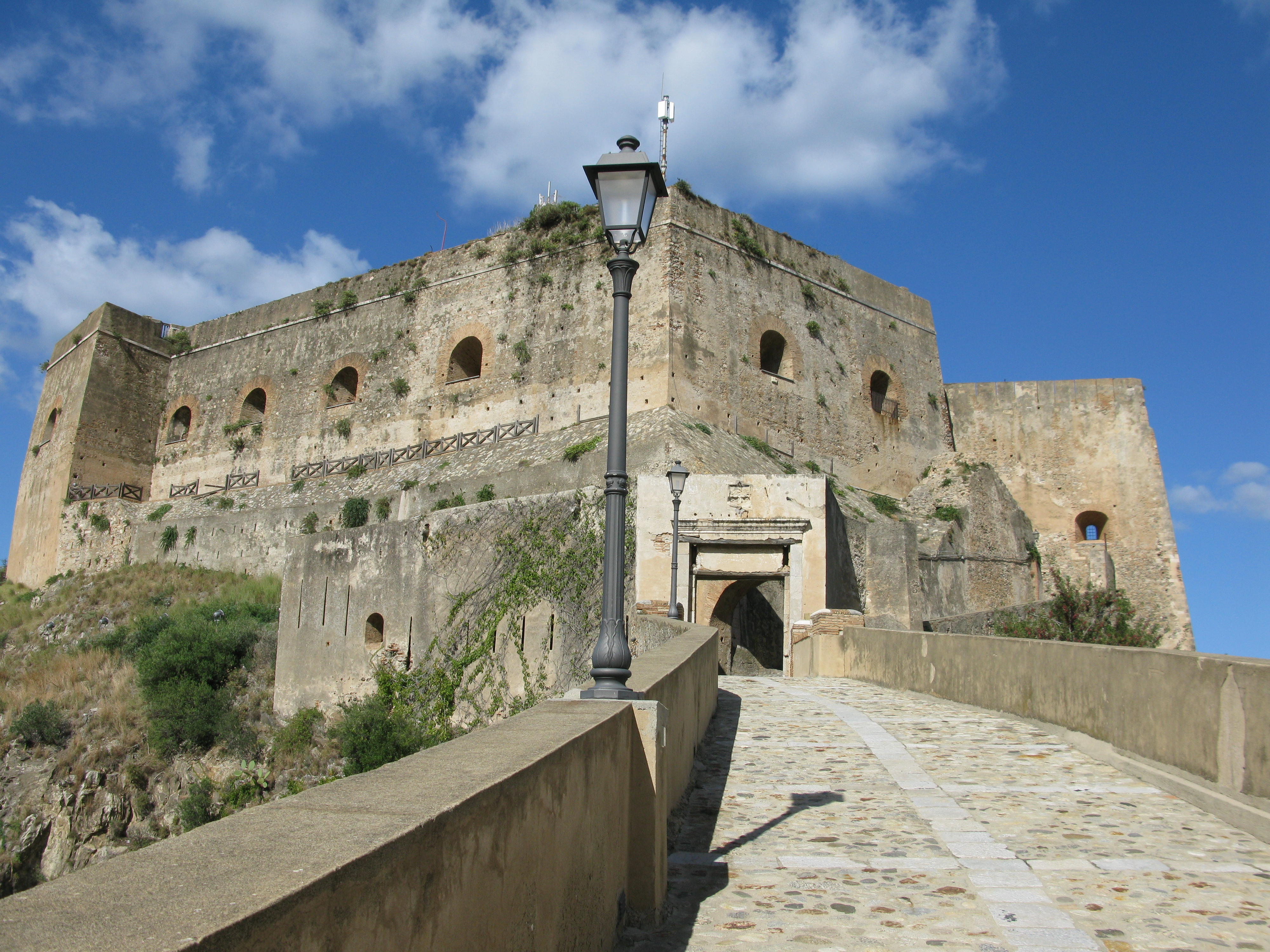
La fortezza.

Il castello di Scilla si erge sul promontorio che divide le due spiagge di Marina Grande e di Chianalea. L'edificio presenta una pianta irregolare con parti databili a diverse epoche ma che nel complesso conservano tutt'oggi la configurazione abbastanza omogenea di una fortezza dotata di cortine, torrioni e feritoie.
L'ingresso è preceduto dal ponte che conduce all'edificio il cui ambiente principale è caratterizzato dal portale di pietra costruito con arco a sesto acuto, su cui campeggiano lo stemma nobiliare dei Ruffo e la lapide che celebra il restauro del castello eseguito nel XVI secolo.
Superato l'androne a volta ribassata si apre un cortile, e da qui, percorrendo il grande scalone, si giunge all'ingresso della residenza. Questa è dotata di ampi saloni, essendo stata di proprietà di una delle più ricche e importanti casate del regno di Napoli.

## Il Faro

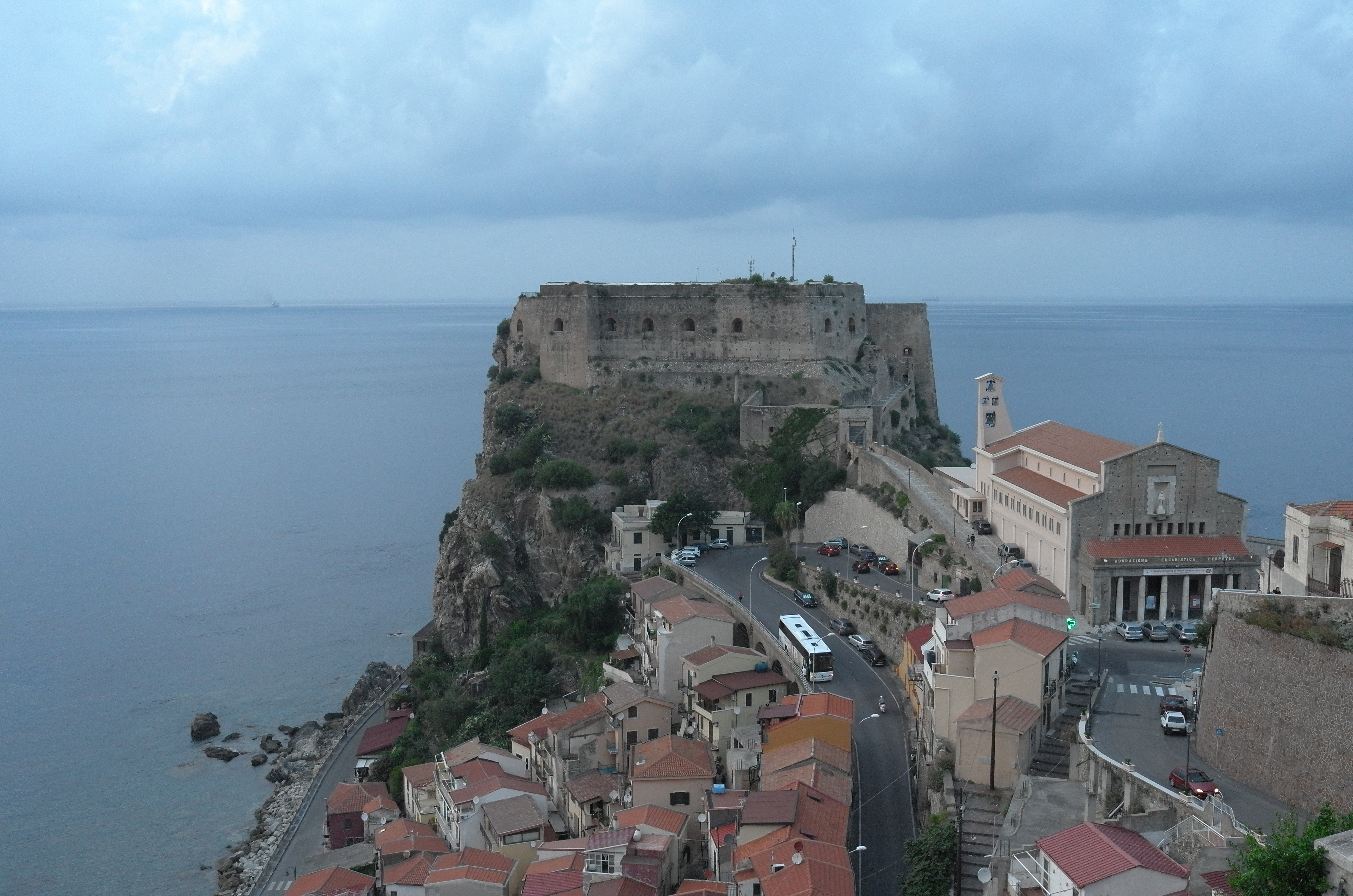
Il faro di Scilla.

Data la posizione dominante del castello sullo Stretto di Messina, nel 1913 venne costruito un faro per fornire un riferimento alle navi che attraversavano lo stretto. Il faro di Scilla, una piccola torre bianca con la base nera, è tuttora attivo ed è gestito dalla Marina Militare.

## Galleria d'immagini

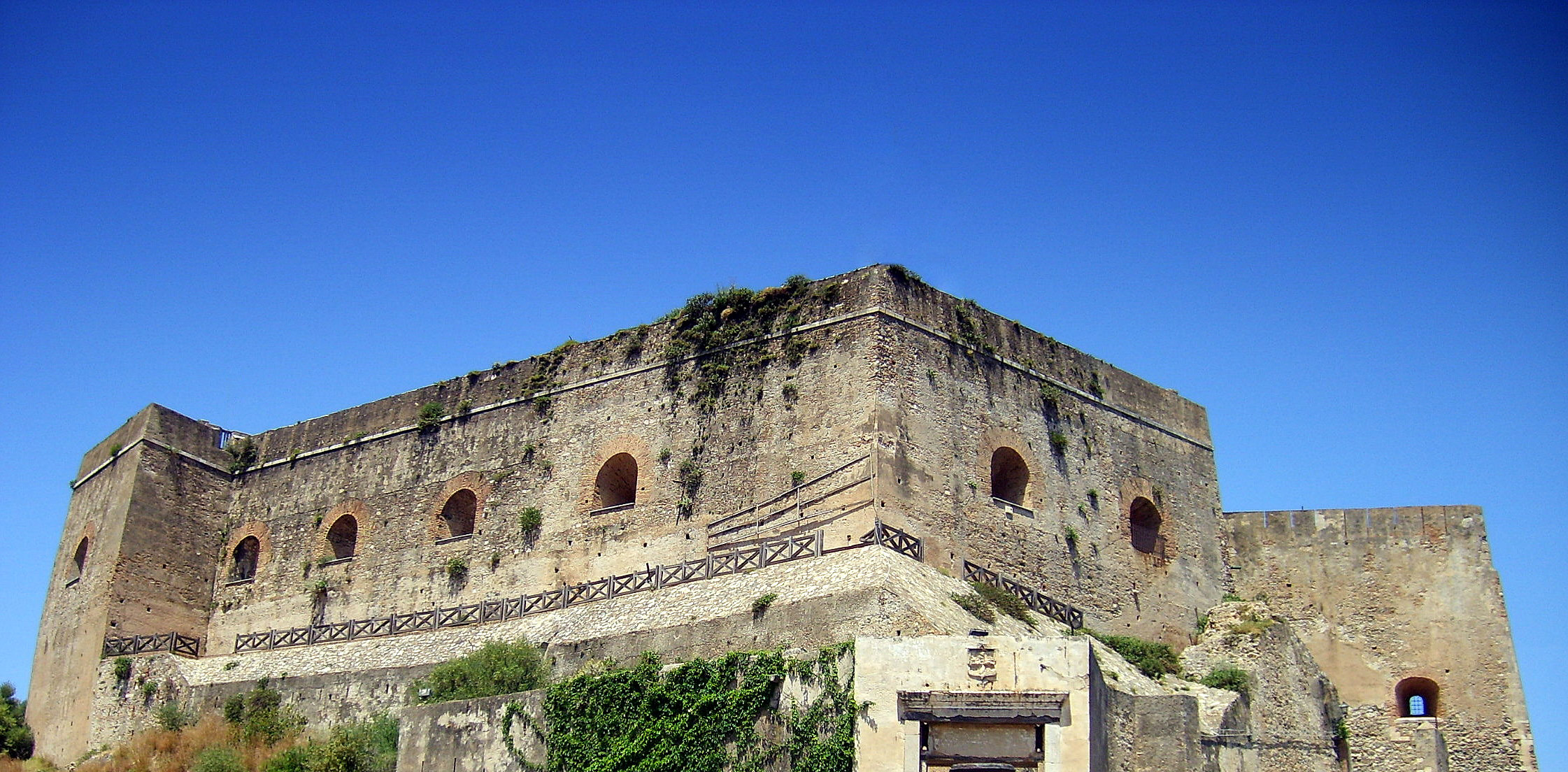
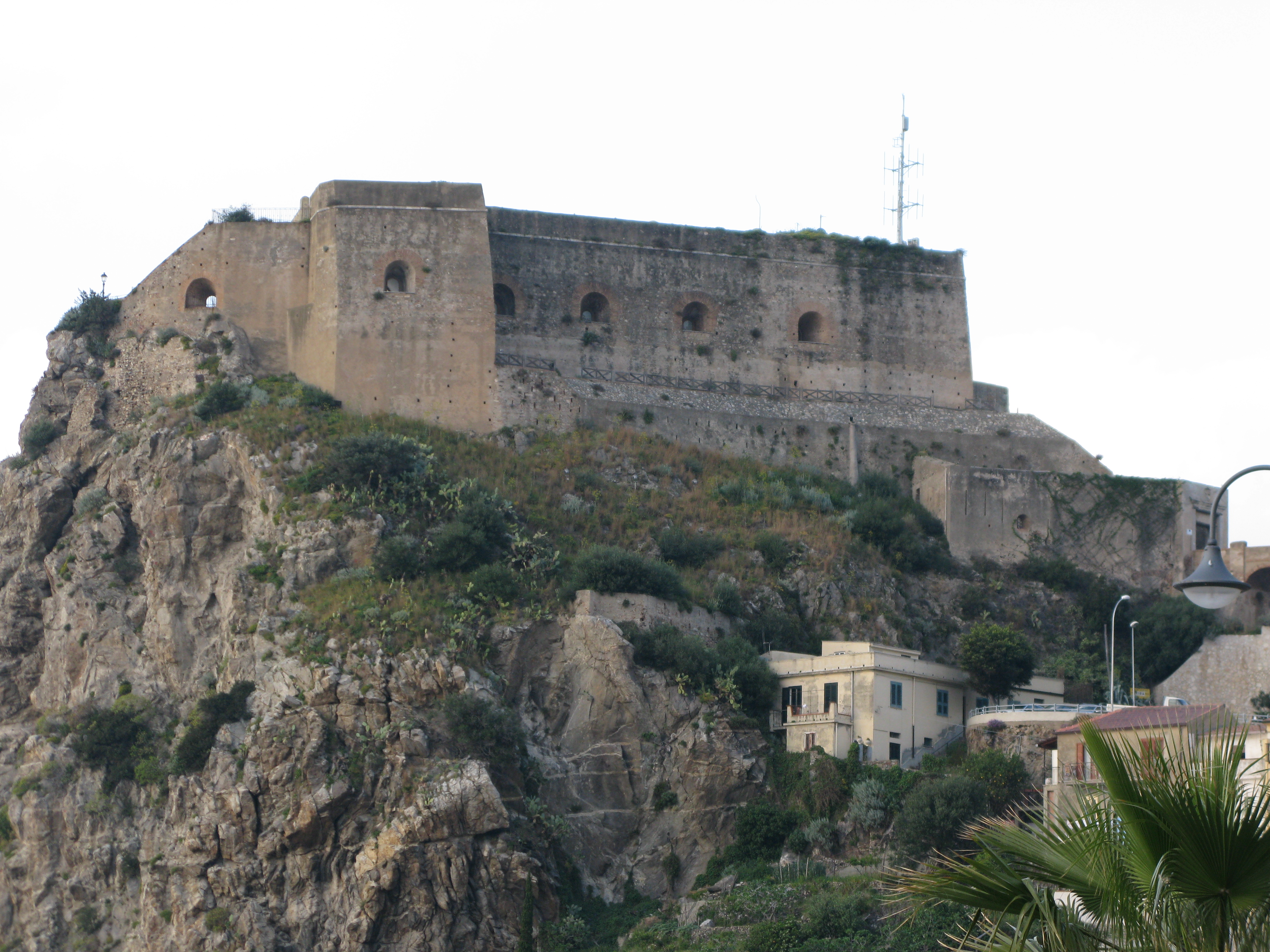
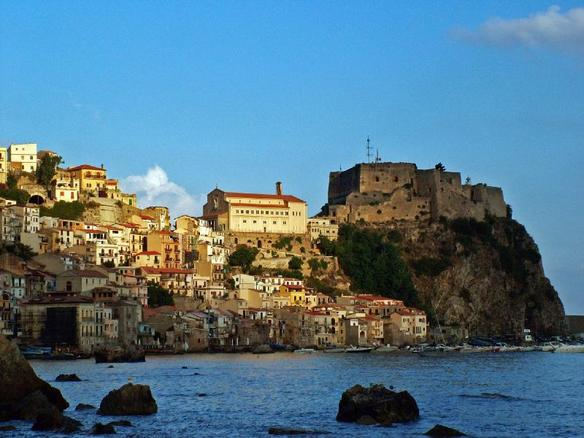
Il borgo di Chianalea sotto il castello
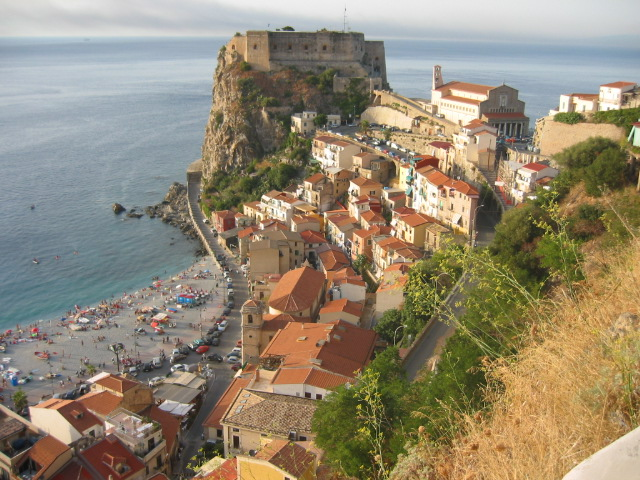
Scilla e il suo castello
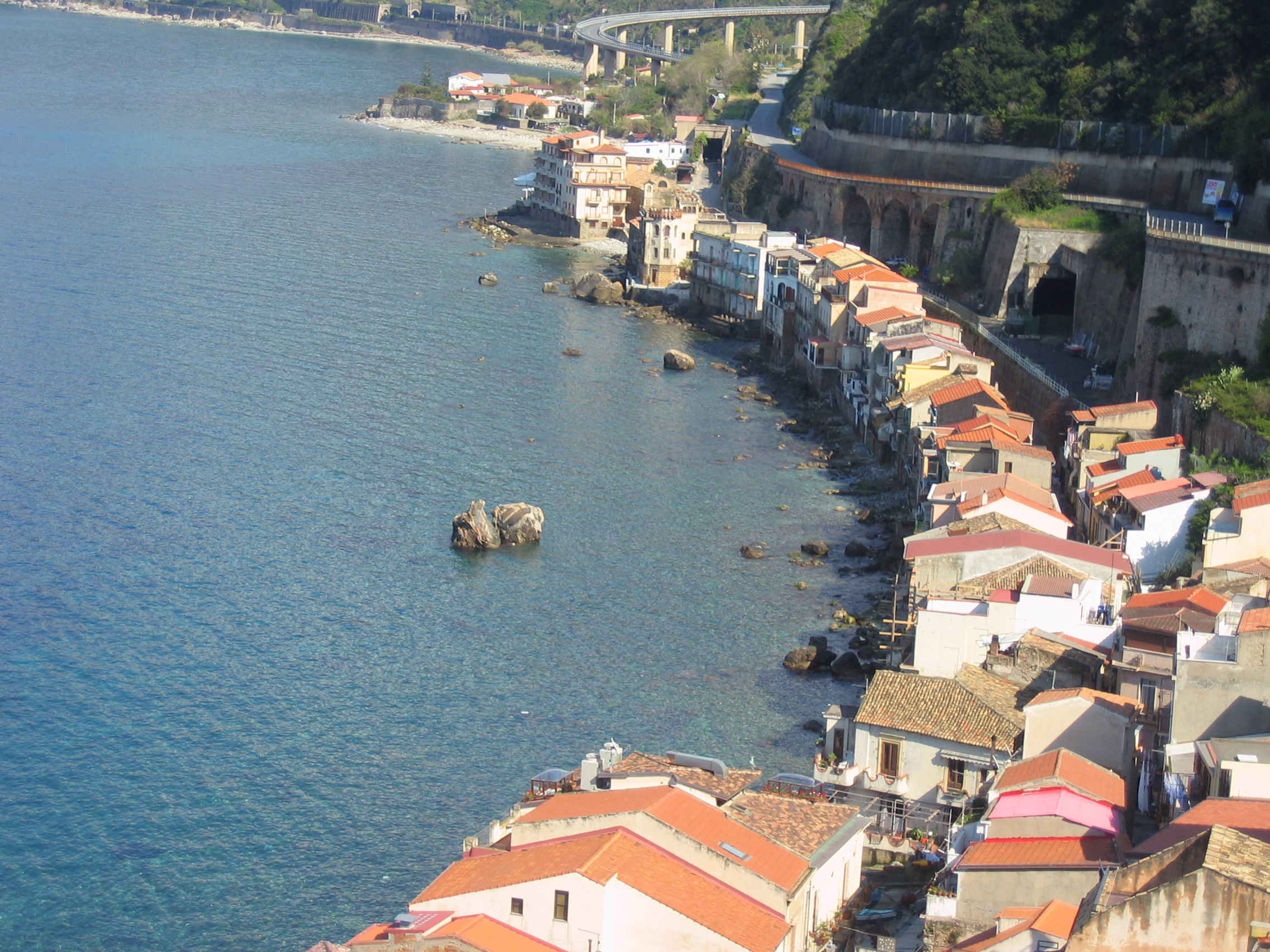
vista di Chianalea dal castello
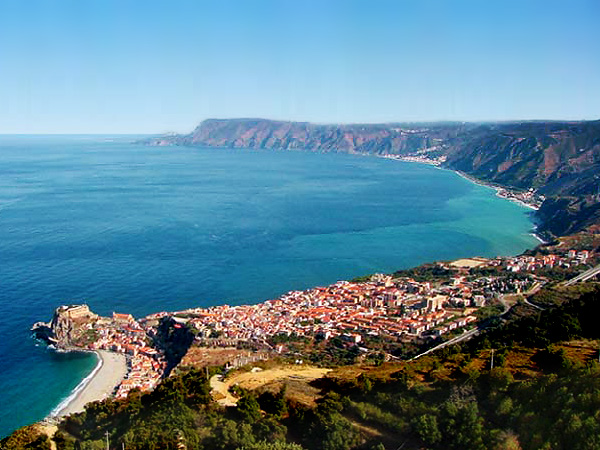
Il promontorio che si protende nella Costa Viola
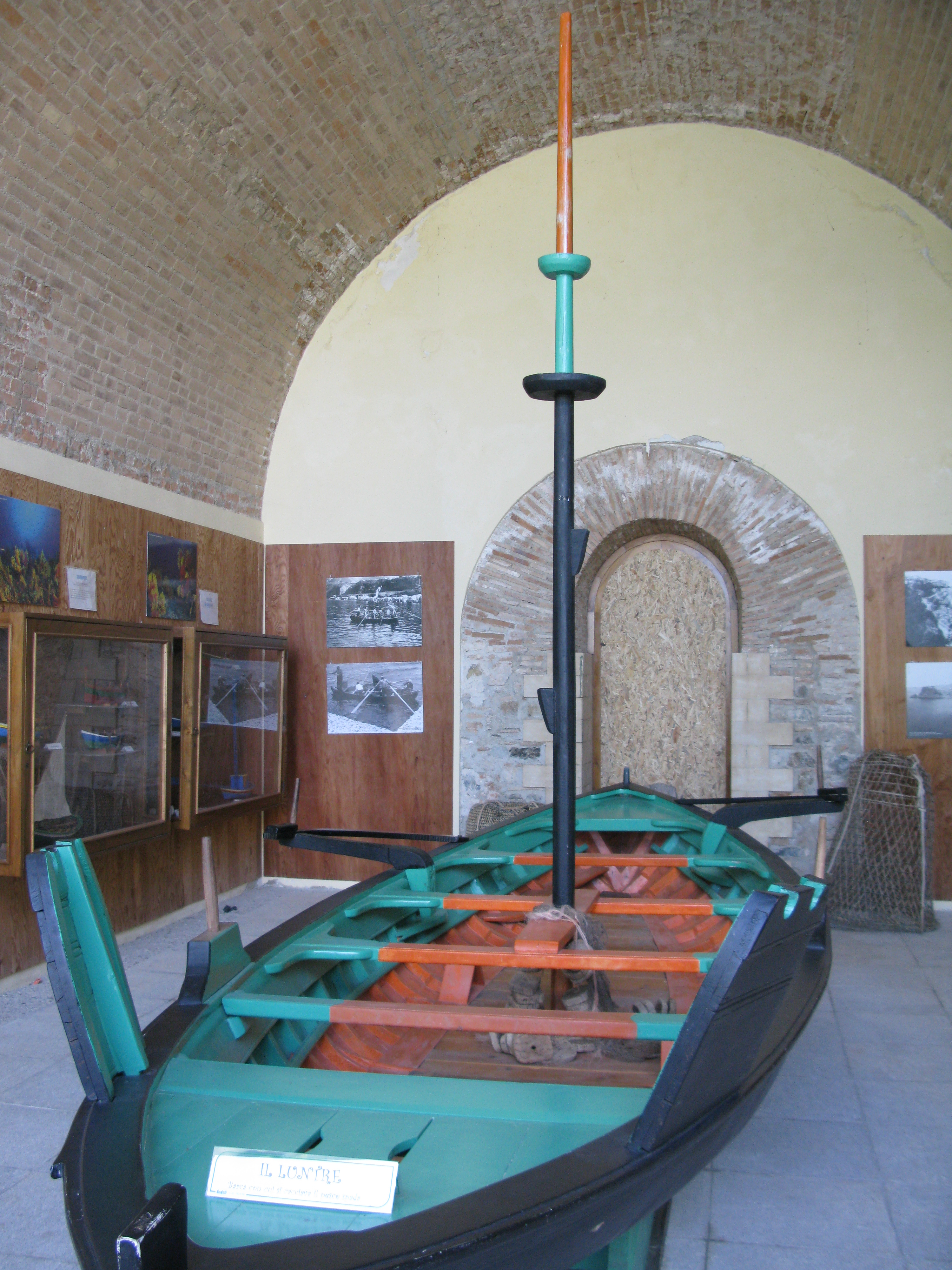
Il luntre (barca con cui si cacciava il pesce spada) in mostra nella zona espositiva del castello